# The Needle and the Damage Done
The Needle and the Damage Done (l'aiguille et les dégâts qu'elle produit) est une chanson écrite, composée et interprétée par l'artiste américano-canadien Neil Young. Elle paraît sur son 4e album solo Harvest.

## Paroles
Les paroles de la chanson font référence à l'abus d'héroïne dont Young est témoin parmi ses proches, dont son ami Danny Whitten, guitariste du Crazy Horse, qui meurt d'une overdose l'année même de la sortie de la chanson. Neil Young rapporte qu'il a vu un grand nombre de très bons musiciens ne jamais devenir célèbres à cause de l'héroïne, et qu'il a écrit la chanson lorsque c'est arrivé à quelqu'un que tout le monde connaissait.
Pour son biographe Johnny Rogan, les derniers mots de la chanson « every junkie's like a setting sun » (chaque junkie est comme un soleil couchant) ont pour effet de glorifier l'addiction à l'héroïne, ce qui n'était pas l'intention de Young.

## Reprises
La chanson a été reprise par de nombreux artistes, dont The Pretenders, Eddie Vedder et Tori Amos.